# Râul Liubotina
Râul Liubotina este un curs de apă, afluent al Dunării. 